# Roland Walter

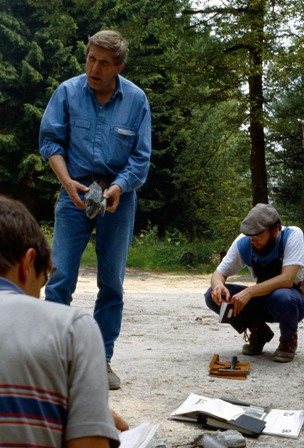
Roland Walter mit Studenten auf einer Exkursion im Taunus, Juli 1987.

Roland Walter (* 13. August 1934 in Selters, Westerwald) ist ein deutscher Geologe, der unter anderem als Verfasser zweier geologischer Standardwerke zur Erdgeschichte und zur Geologie Mitteleuropas bekannt ist. Von 1997 bis 1999 war er Rektor der RWTH Aachen.

## Leben
Während seines Studiums in Münster unter Franz Lotze beschäftigte sich Walter mit Forschungen im Altpaläozoikum Spaniens (Übergang asturisches Schiefergebirge in die Kristallinzone von Galicien). 1962 beschrieb er seine Ergebnisse in der Dissertation Stratigraphie und Tektonik in der nordöstlichen Provinz Lugo (Nordwest-Spanien). Erst nach der Dissertation legte er 1963 sein Diplom ab. 1969 habilitierte er mit Hilfe eines Habilitationsstipendiums der DFG an der Universität Münster mit dem Thema Stratigraphie und Paläogeographie des außeralpinen Siluriums in Nord-, West- und Mitteleuropa und der westlichen UdSSR. Nach der Habilitation unternahm er unter anderem weitere Untersuchungen zur Strukturgeologie des Paläozoikums in Zentralspanien und war als Ingenieurgeologe im Rahmen von Talsperrenbau in Südamerika tätig. Im Mai 1972 nahm er an einer Expedition in die Arktis teil, wobei er die Eisstrukturen im Eclipse Sound zwischen der Bylot-Insel und der Baffininsel untersuchte.
1972 wurde er als Nachfolger von Werner Pleßmann zum Leiter des Lehrstuhls für Geologie und Paläontologie der RWTH Aachen berufen. Neben seiner Lehrtätigkeit, die unter anderem Kartierkurse in Portugal, Spanien und Südfrankreich umfasste, betrieb er mit seiner Arbeitsgruppe geologische Forschungen über die Stratigraphie, Sedimentologie und Strukturgeologie des Altpaläozoikums unter anderem in Südwest-Spanien, in den Ardennen, der Eifel und dem Hohen Venn sowie im westlichen Ural. Darüber hinaus war er maßgeblich an der Vorauswahl eines möglichen Standortes des Kontinentalen Tiefbohrprogramms der Bundesrepublik Deutschland beteiligt. Ein möglicher Standort der im Rahmen dieses Programms geplanten Tiefbohrung lag im Hohen Venn, die Entscheidung fiel jedoch für Windischeschenbach in der Oberpfalz.
Während der Zeit als Leiter des geologischen Institutes arbeitete er an einigen DFG-Projekten mit, so etwa bei Forschungen im Südural und war Mitglied der Steuerungsgruppe des Europrobe SW IBERIA Project. Außerdem war er Vorsitzender des Forschungskollegiums der Deutschen Geologischen Gesellschaft und ab 1991 Vorsitzender der Geokommission der DFG.
Zwischen 1997 und 1999 hatte Walter die Stelle des 46. Rektors der RWTH Aachen inne.
Nach seiner Emeritierung im August 1999 war er zwischen 2000 und 2003 Mitglied des Hochschulrates Baden-Württemberg und von 2000 bis 2004 Vorsitzender und danach Ehrenvorsitzender der „Freunde und Förderer der RWTH Aachen e. V.“ (proRWTH).
Roland Walter ist Träger der Hans-Stille-Medaille (1996) und des von Kaven-Rings der RWTH Aachen (2005). Er lebt heute mit seiner Frau in der nördlichen Eifel.

## Werke (Auswahl)
- 1962: Stratigraphie und Tektonik in der nordöstlichen Provinz Lugo (Nordwest-Spanien). Dissertation, Naturwiss. Forschungen
- 1968: Die Geologie in der nordöstlichen Provinz Lugo (Nordwest-Spanien). (= Geotektonische Forschungen 27), E. Schweizerbart (mit Günter Nollau, Franz Lotze), ISBN 3-510-50918-8.
- 1972: Paläogeographie des Siluriums in Nord-, Mittel- und Westeuropa. (= Geotektonische Forschungen, Band 41), E. Schweizerbart, Stuttgart, ISBN 3-510-50007-5.
- 1973: Geologische Karte des Pyrenäisch-kantabrischen Grenzgebietes 1: 200000. F. Steiner Verlag (mit Franz Lotze)
- 1978: The geotectonic development in Northwestern Central Europe during the Lower Palaeozoic. In: Neues Jahrbuch für Geologie und Paläontologie. Monatshefte. S. 621–639.
- 1985: Geology and Geophysics of the Northeastern Hohes Venn Area. Report on a Joint Geoscientific Venture. (= Neues Jahrbuch für Geologie und Paläontologie. Abhandlungen. Band 171, Heft 1–3, als Herausgeber mit Jürgen Wohlenberg)
- 1990: Erdgeschichte. 4. Auflage, de Gruyter, ISBN 3-11-012403-3. (mit Klaus Schmidt)
- 1992: Geologie von Mitteleuropa. 5. Auflage, Schweizerbart’sche Verlagsbuchhandlung, Stuttgart, ISBN 3-510-65149-9.
- 1994: Contributions to the geology of the southwestern Iberian Meseta. In: Neues Jahrbuch für Geologie und Paläontologie Abhandlungen. Band 192, Heft 3, S. 293–381, E. Schweizerbart’sche Verlagsbuchhandlung (mit Uwe Giese, Rainer von Hoegen, Gregor Hollmann)
- 1995: Geologie von Mitteleuropa. 6. Auflage, Schweizerbart’sche Verlagsbuchhandlung, Stuttgart, ISBN 3-510-65167-7.
- 1999: Die Erde im Visier. Die Geowissenschaften an der Schwelle zum 21. Jahrhundert. Springer Verlag, ISBN 3-540-66027-5. (mit Hans-Peter Harjes, Horst Rademacher, Lutz Stroink)
- 1999: Horizonte: die RWTH Aachen auf dem Weg ins 21. Jahrhundert. Springer Verlag, ISBN 3-540-66373-8. (mit Burkhard Rauhut)
- 2003: Erdgeschichte. Die Entstehung der Kontinente und Ozeane. 5. Auflage, de Gruyter Verlag, ISBN 978-3-11-017697-1.
- 2007: Geologie von Mitteleuropa. 7. Auflage, Schweizerbart’sche Verlagsbuchhandlung, Stuttgart, ISBN 978-3-510-65225-9.
- 2010: Aachen und südliche Umgebung. Sammlung geologischer Führer, Band 100, Gebr. Borntraeger, Berlin, ISBN 978-3-443-15086-0.
- 2010: Aachen und nördliche Umgebung. Sammlung geologischer Führer, Band 101, Gebr. Borntraeger, Berlin, ISBN 978-3-443-15087-7.
- 2011:  Aachener Georouten – Neun Wanderungen rund um den Aachener Kessel. Grenz-Echo Verlag, Eupen, ISBN 978-3-86712-058-6